# 魏士傑
魏士傑（1990年7月3日—），美國TikToker、企業家、前籃球運動員。

## 生平
魏士傑的雙親為臺灣人，魏士傑出生以及成長於舊金山灣區，從12歲開始打籃球，大一到大二就讀聖地牙哥加利福尼亞大學，大三轉學到旧金山大学，2012年從大學畢業之後到臺灣打籃球，2016年在臺灣創辦科技公司，2016年底加盟東南亞職業籃球聯賽高雄聖徒。2020年魏士傑與公司的聯合創始人有意向海外拓展業務，但有感美國人的薪資太高，因此改將負責商務拓展的魏士傑派往美國。2020年夏天魏士傑與妻子從北加州驅車前往拉斯维加斯放假時，妻子提議在TikTok上製作影片記錄旅行，起初魏士傑對此猶豫不決，但在妻子堅持不會有人觀看後同意了妻子的提議，於是夫妻倆開始製作搞笑影片，影片發布後結果有人在觀看，因為反響不錯魏士傑決定繼續製作，也算是完成兒時成為喜劇演員的夢想。

## 外部連結
- 官方网站
- 魏士傑的LinkedIn页面
- 魏士傑在Sports-Reference.com（NCAA）（英语）
- 魏士傑在Eurobasket.com（球員）（英语）
- 魏士傑在Proballers（英语）
- 魏士傑在RealGM（球員）（英语）